# Кравцевич Олександр Костянтинович
Олександр Костянтинович Кравцевич (біл. Алякса́ндр Канстанці́навіч Краўцэ́віч, рос. Алекса́ндр Константи́нович Кравце́вич; нар.13 вересня 1958 р.) — білоруський історик-медієвіст, археолог, доктор історичних наук.

## Життєпис
Народився у с. Лупачах Мостівського району Гродненської області Білоруської РСР у родині вчительки й селянина.
Завершивши навчання у восьмирічній школі в 1973 році вступив на навчання до Гродненського технікуму фізичної культури. Після закінчення навчання в технікумі на «відмінно» в 1976 р. вступив на історичний факультет Білоруського державного університету.
В університеті оформилися його наукові інтереси, пов'язані з археологією і середньовічною історією Білорусі.
Під час літніх канікул у складі будівничого загону працював на будівництві калійного заводу в Солігорську (1978 р.), Байкало-Амурської магістралі (1979—1980 рр.). З 1980 р. брав активну участь в археологічних експедиціях Білоруського Реставраційно-проектного інституту під керівництвом Олега Трусова.
У 1981 р. з відзнакою закінчив університет, вступив до аспірантури Інституту археології АН СРСР. Аспірантуру закінчив в 1984 р., а в 1988 р. під керівництвом академіка Бориса Рибакова захистив кандидатську дисертацію за темою «Міста і замки Білоруського Понемоння XIV—XVII століть (планування, культурний шар)».
Працював молодшим науковим співробітником відділу археології Інституту історії АН БРСР (1985—1987 рр.), керівником відділу архітектурно-археологічних досліджень Білоруського Реставраційно-проектного інституту (1987—1990 рр.), завідувачем відділом археології архітектурно-реставраційного кооперативу «Арк» (1991—1993), заступником голови Державної інспекції охорони історико-культурної спадщини (1993 р.), першим проректором Гродненського державного університету (1994—1995 рр.).
У 1995 р. вступив до докторантури Білоруського державного університету. З лютого 1996 р. до травня 1997 р. стажувався в Ягеллонському університеті в Кракові під керівництвом професора Єжи Виразумського. В цей час підготував основну частину своєї докторської дисертації «Велике князівство Литовське в другій половині XII — початку XIV століть: генезис держави за письмовими та археологічними джерелами», яку захистив 4 грудня 1998 року.
Від 1999 р. регулярно викладає в університетах Польщі. У 2001 р. був обраний головою виконкому Ради Білоруського історичного товариства. З 1998 р. — редактор журналу «Історичний Альманах» (Гродно). Від червня 2015 р. — ведучий циклу передач «Загадки білоруської історії» на телеканалі «Белсат».

## Праці
- (біл.)Краўцэвіч А. К., Майстар наш продак. — Мн.: Народная асвета, 1990. — 88 с.
- (біл.)Краўцэвіч А. К., Гарады і замкі Беларускага Панямоння 14-18 ст.: Планіроўка, культурны слой. — Мн.: Навука і тэхніка, 1991. — 171 с.
- (біл.)Краўцэвіч А. К., Якшук Г. М., Стары Мір. — Мн.: Навука і тэхніка, 1993. — 85 с.
- (біл.)Краўцэвіч А. К., Тэўтонскі ордэн ад Ерусаліма да Грунвальда. — Мн.: Навука і тэхніка, 1993. — 46 с.
- (біл.)Краўцэвіч А. К., Гродзенскі замак. — Мн.: Юнацтва, 1993. — 47 с.
- (біл.)Здановіч Н. І., Краўцэвіч А. К., Трусаў А. А., Матэрыяльная культура Міра і Мірскага замка. — Мн.: Навука і тэхніка, 1994. — 152 с.
- (біл.)Краўцэвіч А. К., Стварэнне Вялікага Княства Літоўскага [Архівовано 28 вересня 2020 у Wayback Machine.] / Рэд. Георгі Штыхаў. — Мн.: Беларуская навука, 1998. — 208 с.
- (біл.)Краўцэвіч А. К., Вялікі князь Вітаўт. — Мн.: Юнацтва, 1998. 48 с.
- (біл.)Краўцэвіч А. К., Стварэнне Вялікага Княства Літоўскага. — 2-е выданне. — Жэшаў, 2000. — 238 с.
- (біл.)Замкі Гедыміна пры заходняй мяжы Літвы [Архівовано 2 вересня 2018 у Wayback Machine.] // Castrum, urbis et bellum / Рэд. Генадзь Семянчук, Андрэй Мяцельскі. — Баранавічы, 2002. — 422 с ISBN 985-6676-13-4
- (пол.)Krawcewicz Aleksander, Powstanie Wielkiego Księstwa Litewskiego. — Białystok: Wydawnictwo Wyższej Szkoły Ekonomicznej w Białymstoku, 2003. — 191 s.
- (біл.)Тэрміны «Літва» і «Летува» ў сучаснай беларускай гістарыяграфіі // Гістарычны Альманах том 9 / 2004.
- (біл.)Краўцэвіч А. К., Міндаўг-Mindauh: Пачатак гаспадарства: нарыс [Архівовано 24 січня 2021 у Wayback Machine.]. — Мн.: Мастацкая літаратура, 2005. — 163 с. іл.
- (біл.)Краўцэвіч А. К., Гістарычная Літва і этнагенез беларусаў [Архівовано 21 березня 2022 у Wayback Machine.] // Наша Слова. — 2009. — № 11 (902).

## Нагороди
- 2013 р. — Премія імені Францишка Богушевича[2]